# Placogorgia simplex
Placogorgia simplex is een zachte koraalsoort uit de familie Plexauridae. De koraalsoort komt uit het geslacht Placogorgia. Placogorgia simplex werd in 1910 voor het eerst wetenschappelijk beschreven door Nutting. 